# Бебинка
Бебинка (порт. Bebinca, bibik, bebinka) — традиционный десерт из Гоа, Индия, слоёный пирог, оригинальный рецепт которого принадлежит португальскому миссионеру по имени Бебиана из монастыря Санта-Марта в Гоа. Бебиана воспользовался своим знанием португальских монастырских сладостей (отсюда включение желтков) и добавил ингредиенты и методы, используемые в регионе Гоа. Например, кокосовое молоко и мускатный орех, а также технику приготовления в глиняных горшках.
Традиционно у бебинки от 7 (отсюда название «Bebinca das 7 folhas») до 16 слоев, но её можно модифицировать по своему усмотрению и вкусу. Он особенно популярен во время Рождества, но доступен в Гоа круглый год из-за туристического спроса. Его также легко носить с собой и хранить в течение длительного времени или есть в свежем виде.
Бебинка также была принята в качестве названия тайфуна в северо-западной части Тихого океана, благодаря Макао.
Десерт также готовят в Португалии и Мозамбике.

## Приготовление
Бебинка требует много времени на приготовление. Тесто готовится из муки, сахара, топлёного масла, яичного желтка и кокосового молока. В горячую форму с маслом наливается часть теста и ставится в духовку. По истечении 10 минут вынимается первый слой, смазывается топленым маслом и поверх него наливается половником следующий. Опять запекается в духовке до 10 мин. Эта операция повторяется 6—7 раз. Бебинку можно украсить мускатным орехом или нарезанным миндалём.